# ۳ شوال
۳ شوال، سومین روز از ماه شوال در تقویم هجری قمری است.
در تقویم هجری قمری قراردادی این روز دویست و شصت و نهمین روز سال است.

## زادگان
- ۱۳۹۹ - محمد حسن علوان، رمان‌نویس عربستانی.

## درگذشتگان
- ۵۶۷  - ابن قلاقس اسکندری، شاعر و کاتب مصری.